# 메모리 (2022년 영화)
《메모리》(영어: Memory)는 미국에서 제작된 마틴 캠벨 감독의 2022년 액션 스릴러 영화이다. 리엄 니슨, 가이 피어스, 모니카 벨루치 등이 출연하였다.

## 출연진
- 리엄 니슨 - 앨릭스 루이스 역
- 가이 피어스 - 빈센트 세라 역
- 모니카 벨루치 - 더배나 실먼 역
- 레이 스티븐슨 - 대니 모라 형사 역
- 리 보드먼 - 마우리시오 역
- 내털리 앤더슨 - 메리앤 보든 역
- 루이스 맨딜로어 - 취한 중개인 역
- 제이크 태퍼 - 본인 역 (크레디트 미기재)